# Estisch curlingteam (gemengddubbel)
Het Estisch curlingteam vertegenwoordigt Estland in internationale curlingwedstrijden.

## Geschiedenis
Estland debuteerde op het wereldkampioenschap curling voor gemengddubbele landenteams van 2008 in Vierumäki. Het land haalde de play-offs niet. Het beste resultaat op wereldkampioenschappen was een tweede plaats in 2024. In de finale verloor Estland met 8 - 4 van Zweden.
Estland nam nog niet deel aan het gemengddubbel op de Olympische Winterspelen.

## Estland op het wereldkampioenschap
| Jaar | Plaats | Team                                    | WG | W | V | PV | PT |
| ---- | ------ | --------------------------------------- | -- | - | - | -- | -- |
| 2008 | 13     | Jan Anderson & Marju Velga              | 7  | 3 | 4 | 48 | 51 |
| 2009 | 10     | Martin Lill & Kristiine Lill            | 8  | 4 | 4 | 57 | 55 |
| 2010 | 5      | Martin Lill & Kristiine Lill            | 8  | 5 | 3 | 62 | 53 |
| 2011 | 18     | Mihhail Vlassov & Jelizaveta Dmitrijeva | 7  | 2 | 5 | 28 | 46 |
| 2012 | 5      | Martin Lill & Kristiine Lill            | 10 | 6 | 4 | 72 | 67 |
| 2013 | 11     | Martin Lill & Kristiine Lill            | 8  | 4 | 4 | 49 | 53 |
| 2014 | 18     | Erkki Lill & Maile Mölder               | 8  | 3 | 5 | 52 | 55 |
| 2015 | 5      | Erkki Lill & Maile Mölder               | 10 | 7 | 3 | 70 | 51 |
| 2016 | 6      | Harri Lill & Marie Turmann              | 10 | 7 | 3 | 85 | 61 |
| 2017 | 23     | Erkki Lill & Maile Mölder               | 7  | 2 | 5 | 42 | 48 |
| 2018 | 13     | Harri Lill & Marie Turmann              | 9  | 7 | 2 | 74 | 49 |
| 2019 | 5      | Harri Lill & Marie Turmann              | 9  | 7 | 2 | 80 | 37 |
| 2021 | 19     | Harri Lill & Marie Turmann              | 9  | 2 | 7 | 56 | 62 |
| 2022 | 14     | Harri Lill & Marie Kaldvee              | 9  | 3 | 6 | 54 | 68 |
| 2023 | 5      | Harri Lill & Marie Kaldvee              | 10 | 7 | 3 | 75 | 54 |
| 2024 | 2      | Harri Lill & Marie Kaldvee              | 12 | 8 | 4 | 83 | 66 |
| 2025 | 4      | Harri Lill & Marie Kaldvee              | 12 | 7 | 5 | 78 | 74 |

Australië · België · Brazilië · Bulgarije · Canada · China · Chinees Taipei · Denemarken · Duitsland · Engeland · Estland · Filipijnen · Finland · Frankrijk · Griekenland · Groot-Brittannië · Guyana · Hongarije · Hongkong · Ierland · India · Israël · Italië · Jamaica · Japan · Kazachstan · Kirgizië · Koeweit · Kosovo · Kroatië · Letland · Litouwen · Luxemburg · Mexico · Mongolië · Nederland · Nieuw-Zeeland · Nigeria · Noorwegen · Oekraïne · Oostenrijk · Polen · Portugal · Puerto Rico · Qatar · Roemenië · Rusland · Saoedi-Arabië · Schotland · Servië · Slovenië · Slowakije · Spanje · Thailand · Tsjechië · Turkije · Verenigde Staten · Wales · Wit-Rusland · Zuid-Korea · Zweden · Zwitserland